# کواترنری
| زمان‌بندی زمین‌شناسی    |                          |                         |                         |
| پیدازیوی (فانروزوئیک) | نوزیوی (سنوزوئیک)        | کواترنری                |                         |
| پیدازیوی (فانروزوئیک) | نوزیوی (سنوزوئیک)        | نئوژن                   |                         |
| پیدازیوی (فانروزوئیک) | نوزیوی (سنوزوئیک)        | پالئوژن                 |                         |
| پیدازیوی (فانروزوئیک) | میانه‌زیوی (مزوزوئیک)     | کرتاسه                  |                         |
| پیدازیوی (فانروزوئیک) | میانه‌زیوی (مزوزوئیک)     | ژوراسیک                 |                         |
| پیدازیوی (فانروزوئیک) | میانه‌زیوی (مزوزوئیک)     | تریاس                   |                         |
| پیدازیوی (فانروزوئیک) | دیرینه‌ زیوی (پالئوزوئیک) | پرمین                   |                         |
| پیدازیوی (فانروزوئیک) | دیرینه‌ زیوی (پالئوزوئیک) | کربونیفر                |                         |
| پیدازیوی (فانروزوئیک) | دیرینه‌ زیوی (پالئوزوئیک) | دوونین                  |                         |
| پیدازیوی (فانروزوئیک) | دیرینه‌ زیوی (پالئوزوئیک) | سیلورین                 |                         |
| پیدازیوی (فانروزوئیک) | دیرینه‌ زیوی (پالئوزوئیک) | اردویسین                |                         |
| پیدازیوی (فانروزوئیک) | دیرینه‌ زیوی (پالئوزوئیک) | کامبرین                 |                         |
| نهان‌زیوی (پرکامبرین)  | پیشین‌زیوی (پروتروزوئیک)  | پیشین‌زیوی (پروتروزوئیک) | پیشین‌زیوی (پروتروزوئیک) |
| نهان‌زیوی (پرکامبرین)  | نخست‌زیوی (آرکئن)         |                         |                         |
| نهان‌زیوی (پرکامبرین)  | پیشازیوی (هادئن)         |                         |                         |

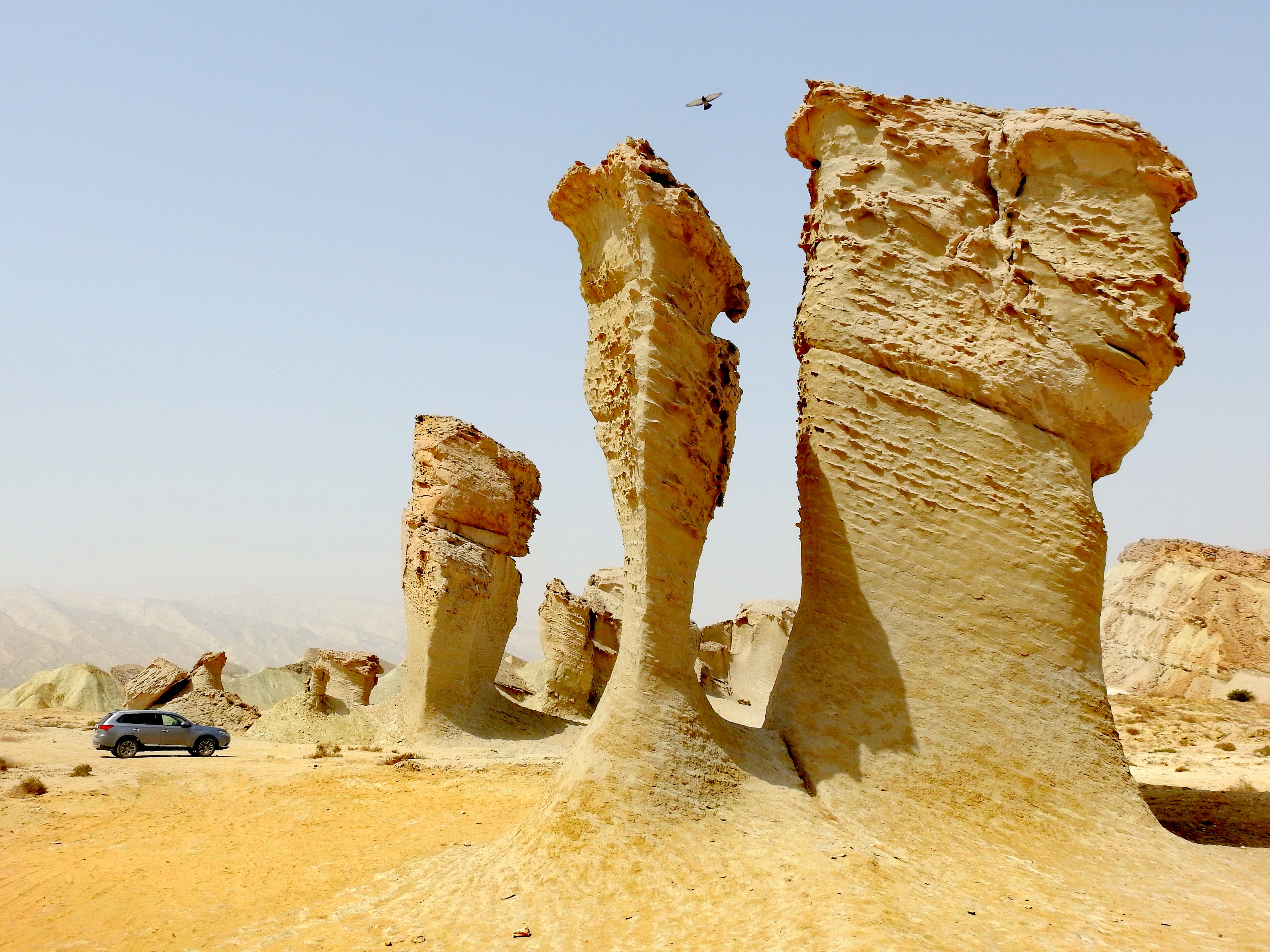
کلوت‌های سایه خوش در بندر لنگه

کُواتِرنِری (به انگلیسی: Quaternary) بخشی از زمان‌بندی زمین‌شناسی است که در انتهای عصر نوزیستی قرار دارد. دوران کُواتِرنِری از حدود دو و نیم میلیون سال پیش آغاز شده و هنوز نیز ادامه دارد.
نظر به اینکه یخچال‌ها در این دوره، توسعه زیادی داشته‌اند، آن را دوره توسعه یخچال‌ها نیز نامیده‌اند. در این دوره است که کوه‌های اروپای شمالی، کانادا و قسمت مهمی از آمریکای شمالی از یخ پوشیده بوده است.
با وجود محدودیت زمانی، دوران کواترنری حوادث بسیاری را دربرداشته که آن را از همه دوران‌های دیگر زمین‌شناسی، متمایز ساخته است. این تمایز در شکل‌گیری مناظر امروزی زمین، شرایط آب و هوایی و تغییرات آن، تکامل و تنوع آثار حیاتی گیاهی و جانوری و به‌خصوص در رابطه با زندگی انسان می‌باشد.

## مشخصات دوره کواترنری
آغاز زمان کواترنری تقریباً از ۲٫۵۸۸ میلیون سال پیش می‌باشد. بزرگ‌ترین رویداد زیستی در این زمان گسترش و پراکندگی انسان می‌باشد. دگرگونی‌های شدید آب و هوایی و محیطی در کواترنری به تعدادی از پستانداران این امکان را داد که با سرعت بالایی گسترش یافته و با همین سرعت انقراض یابند. با نزدیک شدن به پایان عصر یخبندان برخی از پستانداران نیز انقراض یافتند. علت انقراض پستانداران در این زمان به فعالیت‌های انسانی و انسان برمی‌گردد.
چون پیدایش انسان در دوره کواترنری رخ داده است، برخی از زمین‌شناسان و دیرینه‌شناسان آن را دوره انسان یا دوره انسان‌زیستی (آنتروپوزوئیک) نیز نامیده‌اند. از دیدگاه دیرینه‌شناسی، دوره کواترنری با گسترش فیل‌ها، شترها و دیگر پستانداران امروزی که در پلیوسن نیز وجود داشته‌اند مشخص می‌گردد. از نظر دیرینه‌شناسی، دوره کواترنری را بر پایه فسیل انسان‌های اولیه تقسیم‌بندی می‌نمایند.

## تقسیمات
| کواترنری    | کواترنری | کواترنری   | کواترنری        | کواترنری        |
| سامانه/دوره | ردیف/دور | اشکوب/عصر  | سن (میلیون سال) | سن (میلیون سال) |
| ----------- | -------- | ---------- | --------------- | --------------- |
| کواترنری    | هولوسن   | مگالاین    | ۰               | ۰/۰۰۴۲          |
| کواترنری    | هولوسن   | نورث‌گریپین | ۰/۰۰۴۲          | ۰/۰۰۸۲          |
| کواترنری    | هولوسن   | گرینلندین  | ۰/۰۰۸۲          | ۰/۰۱۱۷          |
| کواترنری    | پلیستوسن | تارانشین   | ۰/۰۱۱۷          | ۰/۱۲۶           |
| کواترنری    | پلیستوسن | چیبانین    | ۰/۱۲۶           | ۰/۷۸۱           |
| کواترنری    | پلیستوسن | کالابرین   | ۰/۷۸۱           | ۱/۸۰            |
| کواترنری    | پلیستوسن | گلاسین     | ۱/۸۰            | ۲/۵۸            |
| نئوژن       | پلیوسن   | پیاسنزین   | پیش از آن       | پیش از آن       |

دوران کواترنری به دو دور زیر تقسیم شده است:
- پلیستوسن (حدود دو میلیون سال تا دوازده هزار سال پیش)
- هولوسین (از حدود دوازده هزار سال پیش تا به امروز).